# آکادمی موسیقی چیگیانا

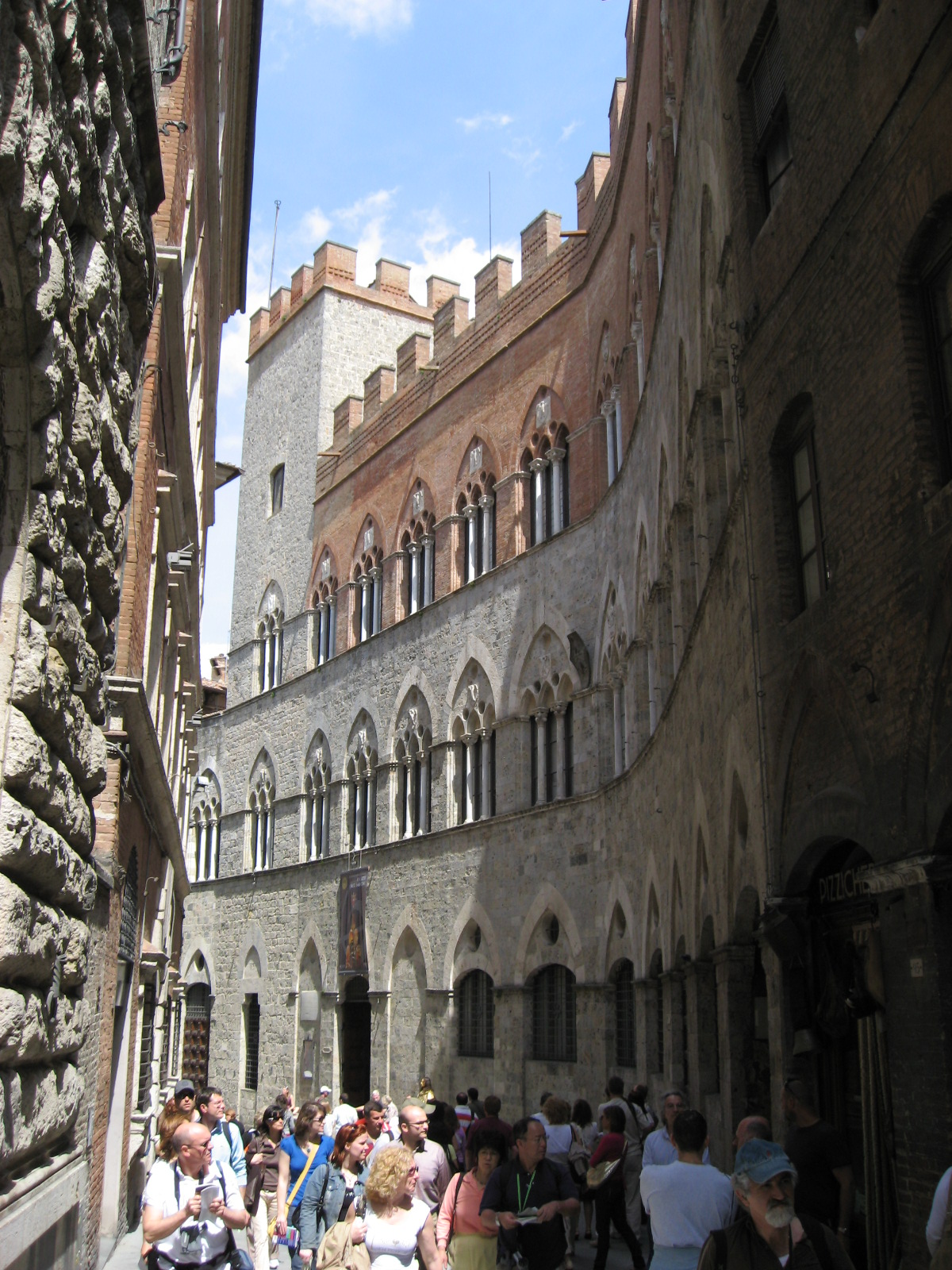
Palazzo Chigi Saracini، ساختمان آکادمی موسیقی چیگیانا

آکادمی موسیقی چیگیانا به (به انگلیسی: Chigiana Musical Academy) یک مؤسسه موسیقی در سیه نا، ایتالیا است. توسط کنت گویدو چیگی ساراچینی در سال ۱۹۳۲ به عنوان یک مرکز بین‌المللی برای مطالعات پیشرفته موسیقی تأسیس شد. کلاسهای استاد را در سازهای اصلی موسیقی و همچنین آواز، رهبری و آهنگسازی ترتیب می‌دهد. در طول ماه‌های تابستان یک سری کنسرت برگزار می‌شود.
از جمله معلمان آکادمی در دهه ۱۹۵۰ کلوتیلد فون درپ و الکساندر ساخاروف بودند که به دعوت کنت تور بین‌المللی خود را برای تدریس در اینجا متوقف کردند.
در سال ۱۹۸۳، آکادمی موسیقی چیگیانا یک مسابقه بین‌المللی آهنگسازی را به نام آلفردو کازلا برای صدمین سالگرد تولد او ایجاد کردند. جایزه بین‌المللی آکادمیا موزیکالی چیگیانا اختصاص داده شده‌است و در میان نام‌های برندگان نام مشهورترین محافل کنسرت بین‌المللی است. این نام‌ها به تاریخ آکادمی چیگیانا پیوستند